# Debora Juarez
Debora Juarez est une femme politique américaine membre du conseil municipal de Seattle, où elle a été élue en 2015 en tant que représentante du cinquième district. Membre de la nation pied-noir, elle est réputée être la première personnalité amérindienne à siéger à ce conseil.

## Origines et formation
Debora Juarez est un membre déclaré de la nation pied-noir. Fille d'une Amérindienne et d'un immigré mexicain, elle a grandi avec ses cinq frères et sœurs dans la réserve Puyallup, près de Tacoma,.
Première personne de sa famille à accéder à l'université, elle a obtenu un diplôme de premier cycle à l'université Western Washington, puis un Juris Doctor de la faculté de droit de l'université de Seattle.

## Débuts professionnels
Debora Juarez a d'abord exercé comme public defender, tout en poursuivant ses études de droit le soir. Après cinq années d'activité, elle a travaillé comme avocate pour le Native American Project, une initiative en faveur des droits des Amérindiens. Elle a siégé deux ans comme juge pro tempore à la cour suprême du comté de King et au tribunal municipal de Seattle, et a dirigé le bureau des Affaires indiennes du gouverneur de l'État de Washington sous les mandatures des démocrates Mike Lowry et Gary Locke,.

## Conseillère municipale

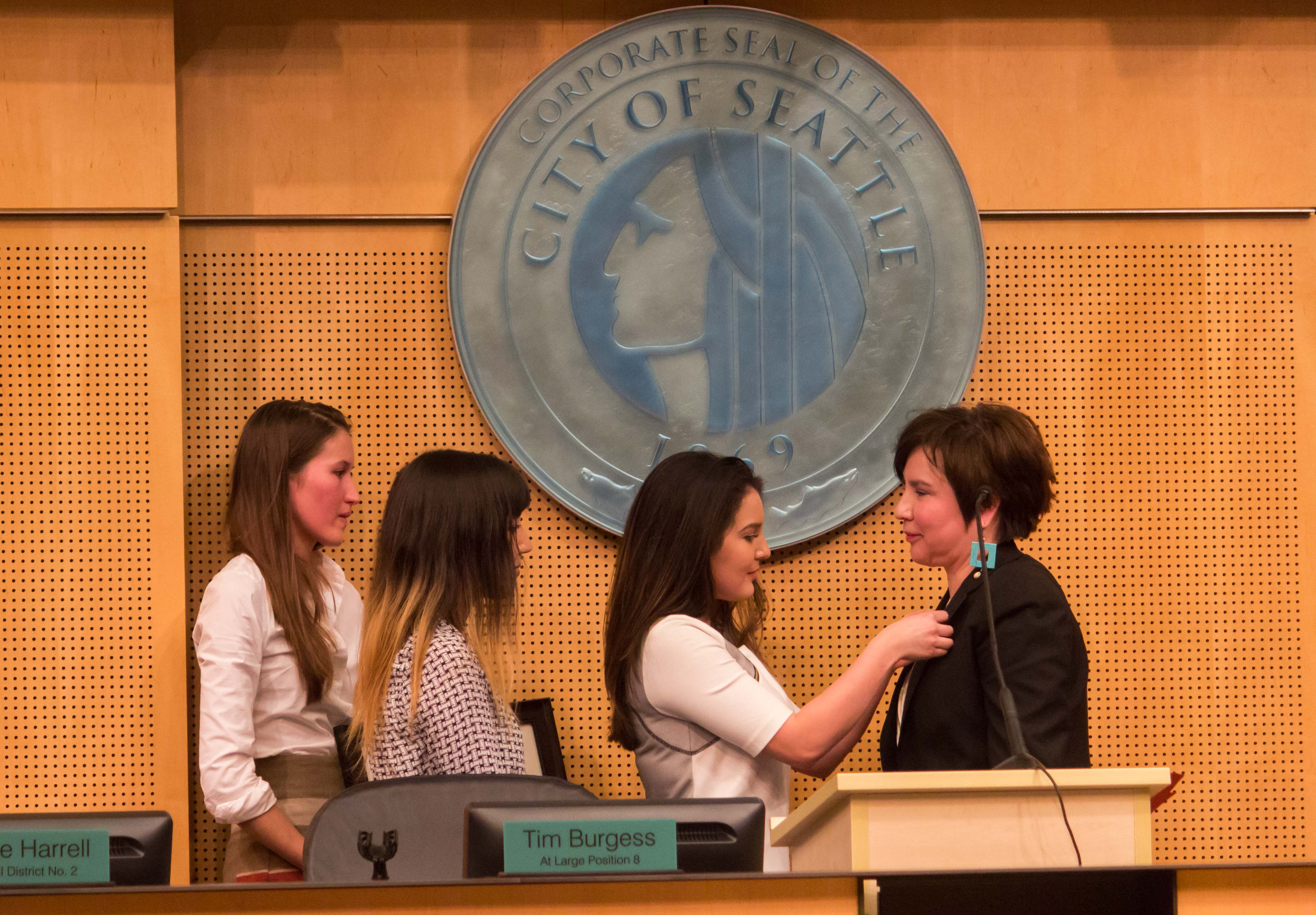
Debora Juarez lors de la cérémonie d'investiture au conseil municipal de Seattle, en janvier 2016.

En 2015, Debora Juarez a été élue conseillère municipale dans le cinquième district, qui correspond à la partie nord de Seattle,, où elle a réuni 64,33 % des suffrages,. Son élection, réputée la première d'une personnalité amérindienne en un siècle et demi d'histoire du conseil, a contribué à un renouvellement de cette assemblée, dont la majorité des sièges est revenue aux femmes pour la première fois depuis 1998. La nouvelle élue a prêté serment le lundi 4 janvier 2016, entourée de ses deux filles et d'une nièce. Le site d'information Crosscut.com la décrit vers la fin de sa première année de mandat comme un « conseiller municipal à tout faire » (wildcard councilmember) au vu du bilan de ses votes et la crédite de « parler plus franchement que la plupart des politiques ». Elle a été réélue en 2019 dans le même district, avec 60,59 % des voix.
En tant que conseillère municipale, Debora Juarez est connue pour la priorité qu'elle accorde aux affaires de son district et ses plaidoyers en faveur de grands chantiers, comme le projet de pont pour piétons et cyclistes de Northgate, sur l'autoroute inter-États I-5, ou celui, controversé, d'un poste de police dans son quartier,,. Après les critiques qu'a reçues le conseil pour avoir repoussé, en 2016, des aménagements de voirie nécessaires à la construction d'une nouvelle salle omnisports dans le secteur de SoDo (en), elle a pris la tête de la relance de la Seattle Center Arena et a été nommée présidente d'une commission spéciale sur ce type d'équipements,,,. En septembre 2018, le conseil a approuvé à l'unanimité une rénovation de la salle omnisports, dans le but affirmé d'attirer à Seattle une équipe de la LNH,.
En juillet 2020, tout en déclarant approuver une imposition des grandes entreprises, Debora Juarez a été l'une des deux voix qui se sont prononcées au conseil contre la mise en place d'une « taxe Amazon », demandant en vain que la décision soit renvoyée aux électeurs. En août, deux mois après avoir déclaré que la police municipale ne souffrait pas seulement de « fruits pourris » mais n'était tout simplement « pas un arbre sain », elle n'a pas pris part au vote quasi unanime par lequel le conseil a décidé d'une réduction « historique » du budget de cette force.